# Rudolf Habsburský
Rudolf Habsburský (kolem 1281 – 3. nebo 4. července 1307 Horažďovice) byl rakouský a štýrský vévoda, moravský markrabě, devátý český král a titulární polský král z rodu Habsburků.
Narodil se jako syn rakouského a štýrského vévody Albrechta I. Habsburského a jeho manželky Alžběty Goricko-Tyrolské. Poté, co se jeho otec stal v roce 1298 římskoněmeckým králem, přenechal Rudolfovi vládu v Rakousích a Štýrsku. V roce 1300 se Rudolf oženil s Blankou, sestrou francouzského krále Filipa IV. Sličného. Nejprve aktivně podporoval vévodu Jindřicha Korutanského v jeho konfliktech s korutanskou šlechtou. Rakousko-korutanské vztahy se však výrazně zhoršily poté, co Jindřich v roce 1304 odmítl účast na habsburském tažení do Čech proti Václavovi II. Rudolf byl jedním z předních vůdců tohoto tažení, které však nakonec skončilo vojenským fiaskem.
V roce 1306 byl zavražděn český král Václav III., a protože zemřel bez mužských potomků, dynastie Přemyslovců již neměla žádného mužského příslušníka. Novým českým králem byl sice zvolen Jindřich Korutanský, ale římský král Albrecht Habsburský České království prohlásil za odumřelé léno spadlé na říši a spolu se svým synem Rudolfem vpadl do Čech. Po uplácení českých pánů Rudolf s Albrechtem Jindřicha z území Čech vypudili. Rudolf, který roku 1305 ovdověl, byl pak zvolen za českého krále a oženil se s Eliškou Rejčkou, vdovou po Václavovi II. Vládu v Rakousku zároveň přenechal svému mladšímu bratru Fridrichovi. Rudolf si během své krátké vlády v Čechách kvůli své údajné šetřivosti vysloužil přízvisko „král Kaše“. Šetřivost však byla v jeho situaci zřejmě zcela na místě, protože královská pokladnice byla značně zadlužena. Spekuluje se, že skutečnou příčinou jeho střídmosti v jídle byly žaludeční vředy.
Na počátku ledna 1307 Albrecht Čechy a Moravu udělil v léno Rudolfovi i svým mladším synům a zavedl nový nástupnický řád, podle kterého by v případě Rudolfovy bezdětné smrti měl český trůn připadnout nejstaršímu z jeho mladších bratrů. Na jihozápadě Čech se proti Rudolfovi brzy zvedla vlna šlechtického odporu vedená Bavorem III. ze Strakonic a Vilémem Zajícem z Valdeka. Rudolf proti odbojným pánům proto v červnu 1307 zahájil tažení, které dosáhlo značných úspěchů. Bavor ze Strakonic byl nakonec obležen v Horažďovicích, kde kapituloval. Ještě téhož dne však Rudolf před Horažďovicemi podlehl úplavici a byl pohřben v bazilice svatého Víta na Pražském hradě. Na českém trůně ho opět nahradil Jindřich Korutanský.

## Život

### Původ
Rudolf III. Habsburský se narodil kolem roku 1281 jako nejstarší ze šesti synů rakouského a štýrského vévody Albrechta I. Habsburského a jeho manželky Alžběty Goricko-Tyrolské, sestry vévody Jindřicha Korutanského.

### Nástup na vévodský stolec a sňatek

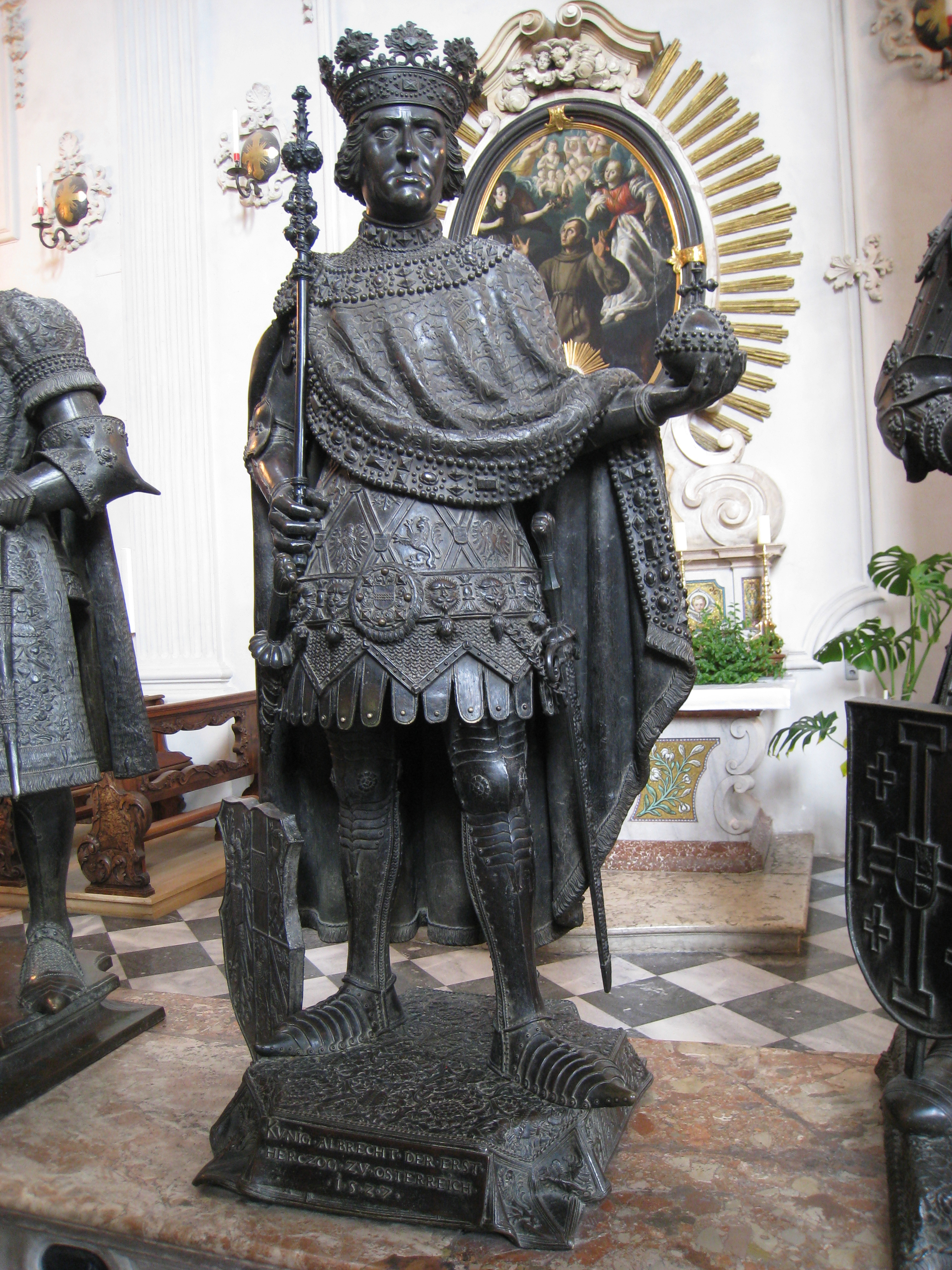
Socha Albrechta Habsburského

V červnu 1298 na jednání v Mohuči kurfiřti z římského trůnu sesadili úhlavního soka Habsburků Adolfa Nasavského a za nového římskoněmeckého krále vzápětí zvolili Rudolfova otce Albrechta. Albrecht nasavského hraběte následně drtivě porazil v bitvě u Göllheimu, ve které Adolf padl. Po korunovaci na římského krále Albrecht v listopadu 1298 uspořádal okázalou slavnost v Norimberku, kde udělil rakouské a štýrské vévodství ve společné léno svým synům Rudolfovi III., Fridrichovi I. a Leopoldovi I. Protože Fridrich byl v této době devítiletý a Leopold měl pouze pět let, faktickou vládu v Rakousku a Štýrsku měl vykonávat jejich starší bratr Rudolf, jemuž tehdy bylo mezi 15–18 lety. I přesto si však hlavní slovo v těchto zemích podržel Albrecht.
Už v roce 1295 se Albrecht neúspěšně pokoušel o sňatkové spojení mezi příslušníky habsburské a kapetovské dynastie vládnoucí ve Francii. Poté, co Albrecht nastoupil na římský trůn, začal opět usilovat o posílení vzájemných vztahů s francouzským králem Filipem IV. Sličným. K jednání mezi Albrechtem a Filipem došlo už koncem léta 1299. Vznikl plán oženit Rudolfa s Filipovou sestrou Blankou. I přes silný odpor říšských kurfiřtů se na sklonku listopadu 1299 oba králové v hojném doprovodu osobně dostavili do městečka Quatrevaux na francouzsko-říšské hranici a uzavřeli zde svatební smlouvu. Rudolf měl jako svatební dar obdržet Rakouské a Štýrské vévodství, respektive se stát jediným leníkem v těchto zemích, o které se dosud dělil s mladším bratrem Fridrichem a Leopoldem. Nevěsta věnem dostala freiburské hrabství ve Švýcarsku a lankrabství Horní Alsasko. Dohoda byla ratifikována na počátku prosince 1299. Rudolf se s Blankou oženil na svatodušní svátky v roce 1300. Kronikáře upoutaly především bohaté a luxusní šperky i oděvy francouzské nevěsty. Vídeň manželský pár uvítala až o Vánocích téhož roku. Ačkoli byla Blanka Rudolfovi velkou oporou, manželství zůstalo bezdětné. Svého manžela Blanka i mnohokrát zastupovala v jeho nepřítomnosti v zemi a doprovázela ho na jeho cestě do Štýrska. Patrně v souvislosti s narozením mrtvého dítěte Blanka v roce 1304 sepsala svůj testament a dne 19. března 1305 zemřela.

### Vztahy s Jindřichem Korutanským a české tažení
Od roku 1300 se Rudolf angažoval v konfliktu mezi Jindřichem Korutanským a korutanskými šlechtici, kteří se proti Jindřichovi bouřili. Rakouský vévoda do této situace zasahoval ve prospěch Jindřicha. Nikdy se od něj však nedočkal uznání. V srpnu 1304 se Rudolf v Bratislavě sešel s uherským vzdorokrálem Karlem I. Robertem z Anjou, slovenským velmožem Matoušem Čákem, zástupci Kumánů a možná i s kujavským vévodou Vladislavem Lokýtkem. Účastníci se dohodli na společném vojenském vpádu do Českého království, které mělo oslabit českého a polského krále Václava II., jenž římskému králi, Anjouovcům i Lokýtkovi svými úspěchy činil potíže. Rudolf s Albrechtem tažení načasovali na dobu, kdy byl Václav zaneprázdněn věcmi v Uhrách, kam vedl vojenskou výpravu na pomoc svému synovi Václavovi III. Zatímco uherská, říšská a rakouská vojska měla do Čech vpadnout z jihu a následně vytáhnout na Kutnou Horu, Lokýtek měl zaútočit na Malopolsko a kníže Jindřich III. Hlohovský na Velkopolsko.

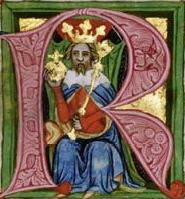
Miniatura Václava II. ve Zbraslavské kronice

Celé tažení začalo útokem vojska vedeného Rudolfem, jež sestávalo z Uhrů, Kumánů a Rakušanů. Tažení bylo provázeno neobyčejnou krutostí vůči civilnímu obyvatelstvu, protože Rudolf pohanským Kumánům povolil místo žoldu brát křesťany do otroctví a krutě drancovat. Albrecht mezitím zaútočil na jižní Čechy, dostal se však do pevného sevření vítkovských vojsk. Musel proto čekat na pomoc ze strany Rudolfa. Ten se dal na zpáteční cestu přes Rakousko, které bylo rovněž vydáno napospas ničivému plenění kumánských jednotek. Rudolf s Albrechtem svá vojska spojili počátkem října 1304 a vydali se na pochod ke Kutné Hoře. Brzy se však ukázala marnost celého tažení. Římský král totiž spoléhal na jednu rozhodující bitvu, místo toho však jeho vyčerpané vojsko muselo čelit vyčkávací taktice českých vojáků, které podpořil také braniborský markrabě Ota IV. Se šípem. Následně se rakousko-uherské vojsko dalo na ústup, který se za sněhové vánice na Vysočině změnil v útěk. Habsburské tažení tak skončilo totálním vojenským fiaskem. Následně byla zahájena smírčí vyjednání mezi českým a říšským dvorem, která však Václav II. nestihl sám dokončit, protože v červnu roku 1305 zemřel. Jednání s Habsburky proto dovršil jeho syn a nástupce Václav III.
Po návratu do Rakouska se Rudolf opět zaměřil na Jindřicha Korutanského, který se odmítl účastnit tažení do Čech. Rudolf od něj za tento postoj začal vymáhat dosud nevyplacené věno své matky Alžběty, sestry korutanského vévody. Zároveň se pokoušel opatřit šest tisíc hřiven stříbra, jimiž měly být vyplaceny korutanské zástavy v Kraňsku a Vindické marce. Těmito kroky chtěli Habsburkové odstranit vliv svých dřívějších korutanských spojenců z této oblasti.

### Zisk české koruny

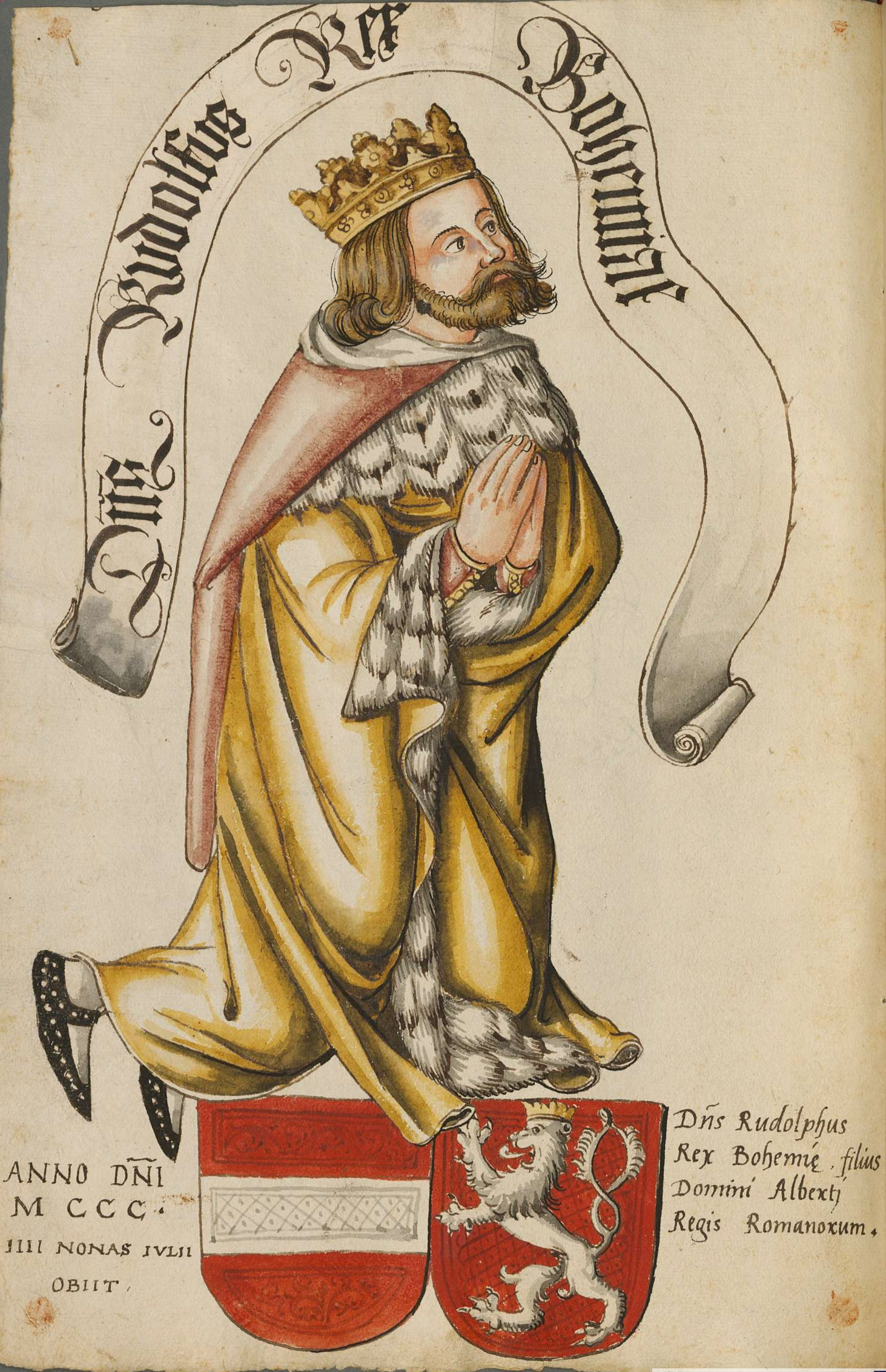
Rudolf Habsburský (fiktivní portrét ze 16. století)

V srpnu 1306 byl zavražděn český král Václav III. Protože zemřel bez mužského dědice a dynastie Přemyslovců již neměla žádného mužského příslušníka, do Prahy byly svolány zemské elity, které měly zvolit nového českého krále. Do situace se však pohotově vmísil král Albrecht Habsburský, který se o olomoucké vraždě Václava III. dozvěděl v Henegavsku, když připravoval tažení proti Wettinům. Přípravy tažení okamžitě přerušil a vydal se k českým hranicím. Na sklonku srpna byl již v Norimberku, kde vydal listinu žádající české pány, aby za českého krále zvolili jeho syna Rudolfa. I přestože si habsburská kandidatura v Čechách získala několik přívrženců, volba nakonec padla na Jindřicha Korutanského, manžela Václavovy sestry Anny Přemyslovny. Albrecht následně České království prohlásil za odumřelé léno spadlé na říši a přes Chebsko s vojskem překročil české hranice. Ani Rudolf nemeškal a s vojskem vstoupil do jižních Čech. Jindřich Korutanský se sice snažil získat zahraničí spojence – dne 8. září v Furth im Waldu uzavřel spojenectví s dolnobavorským vévodou Štěpánem I. a v Domažlicích s Eberhardem Württemberským, nepodpořilo ho však české panstvo, které v celé záležitosti hrálo zásadní roli. Zatímco Rudolf již 1. října 1306 stanul před Prahou, Albrecht rozbil tábor u Loun. Zde proběhlo Albrechtovo a Rudolfovo uplácení předních českých šlechticů, aby podpořili Rudolfovu kandidaturu na český trůn. Rajmundovi z Lichtenburka Rudolf slíbil výnosný úřad nejvyššího podkomořího, Jindřichovi z Rožmberka zase úřad nejvyššího komorníka a hrabství Raabs v Rakousích, které za vlády Přemysla Otakara II. držel Jindřichův otec Vok I. z Rožmberka a ačkoli ho nyní ovládal rakouský šlechtic Štěpán z Maissova. Na Habsburskou stranu se dále přidali například Dobeš z Bechyně, Albrecht ze Žeberka, Hynek Berka z Dubé či Jindřich z Lipé.
Poté, co Jindřich Korutanský poznal, že situace je pro něj ztracena, tajně se svou chotí uprchl z Prahy zpátky do Korutan. Dne 10. října 1306 se Albrecht vydal k Praze, aby zde dovršil jednání s českou šlechtou. Čeští páni v čele s pražským biskupem Janem IV. z Dražic na Albrechtovi žádali především potvrzení Zlaté buly sicilské. Albrecht byl ochoten tento požadavek splnit, ale s podmínkou, že bude zrušena platnost privilegia zaručujícího dědická práva Přemysloven na český trůn, které údajně dříve udělil římský král Richard Cornwallský českému králi Přemyslu Otakarovi II. Čeští páni Rudolfa zároveň vyzývali ke sňatku s vdovou po Václavovi II., Piastovnou Eliškou Rejčkou. Tímto sňatkem měl Rudolf legitimizovat svůj nárok na český i polský trůn. Dne 16. října byl Rudolf Habsburský slavnostně zvolen českým králem. Druhý den byl Rudolf salcburským arcibiskupem Konrádem IV. z Fohnsdorfu oddán s Eliškou Rejčkou a stanul v čele Českého království. Manželství Elišky Rejčky a Rudolfa bylo údajně šťastné. Vládu v Rakousku a Štýrsku místo Rudolfa zároveň převzal jeho mladší bratr Fridrich Sličný.

### Vláda v českých zemích

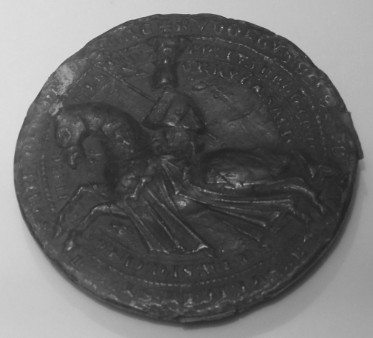
Rudolfova jezdecká pečeť

Rudolf se za svou vládu téměř neprojevil, protože nevládl ani jeden rok. Podle Dalimilovy kroniky vyhnal z Pražského hradu dcery Václava II., což pobouřilo českou společnost. Toto tvrzení je však pochybné, protože dvě ze tří Přemysloven byly už vdané a v době Rudolfovy vlády na Hradě nepobývaly. Dalimil Rudolfa také obviňoval z přílišné šetřivosti, kvůli čemuž si prý vysloužil přízvisko „král Kaše“, protože v královské kuchyni se podle něj podávala pouze kaše, jídlo prostého lidu. Šetřivost však patrně byla v Rudolfově situaci zcela na místě – česká královská pokladnice byla ještě z časů Jindřicha Korutanského a Václava II. značně zadlužená a Rudolf finanční prostředky nemohl čerpat ani z rakouských zemí, kde vládu převzal jeho mladší bratr. Po zemi o Rudolfovi proto brzy začaly kolovat vtipy a popěvky o již zmíněném „králi Kaše“ i o „králi Hokynářovi“. Dalimil nadále mluví o tom, že Rudolf nedodržoval sliby, které před svým nástupem na trůn dal českým pánům. Ani zde však neexistují žádné jiné doklady toho, že by Rudolf své sliby po nástupu na trůn rušil. Habsburky k rychlosti při osvojování státu poháněla zřejmě Rudolfova nemoc. Dalimil ve své kronice tvrdí, že Rudolf rozsazoval švábské rytíře na královské hrady.
| „                    | Rudolt žije z mnišské stravy, kuchař mu jen kaši vaří. Snad mu řekli mastičkáři, že si posílí tak zdraví. K lakotě se krutost druží. Václavovy dcery z Hradu poslal Rudolt do podruží. Jistě melou boží mlýny. Jejich otec nebyl jiný. Dcery trpí stejnou nouzi jak dřív sirotkové mnozí. | “ |
| — Dalimilova kronika | |   |

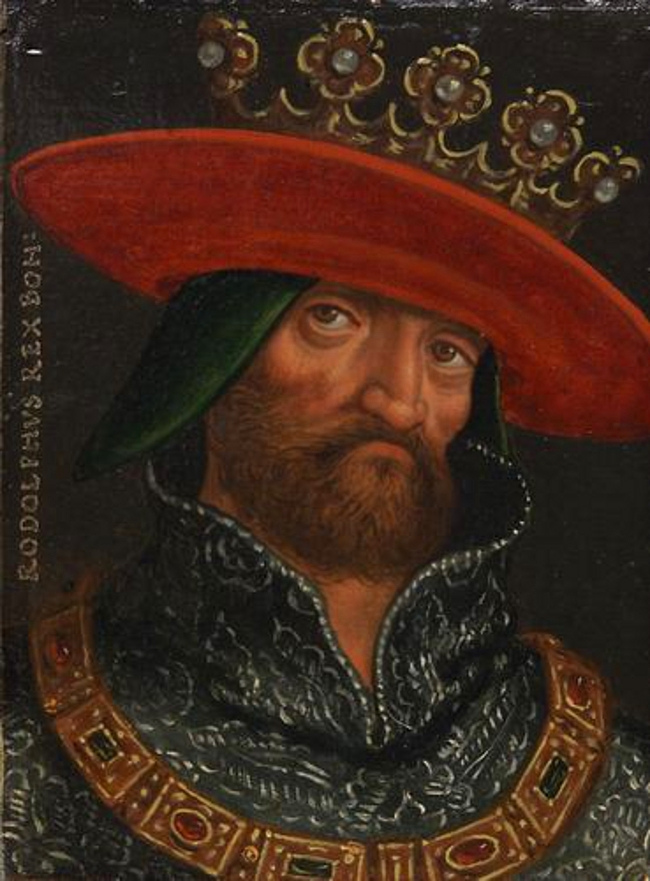
Antoni Boys, Rudolf Habsburský

Dne 18. ledna 1307 římský král Albrecht ve Znojmě udělil Čechy a Moravu ve společné léno jak Rudolfovi, tak jeho mladším bratrům. Vydal zde rovněž nový nástupnický řád, podle kterého v případě Rudolfovi smrti měl na český trůn nastoupit nejstarší z jeho mladších bratrů. Albrecht tak fakticky obešel Zlatou bulu sicilskou a zpochybnil volební právo české šlechty.

### Odboj české šlechty a smrt

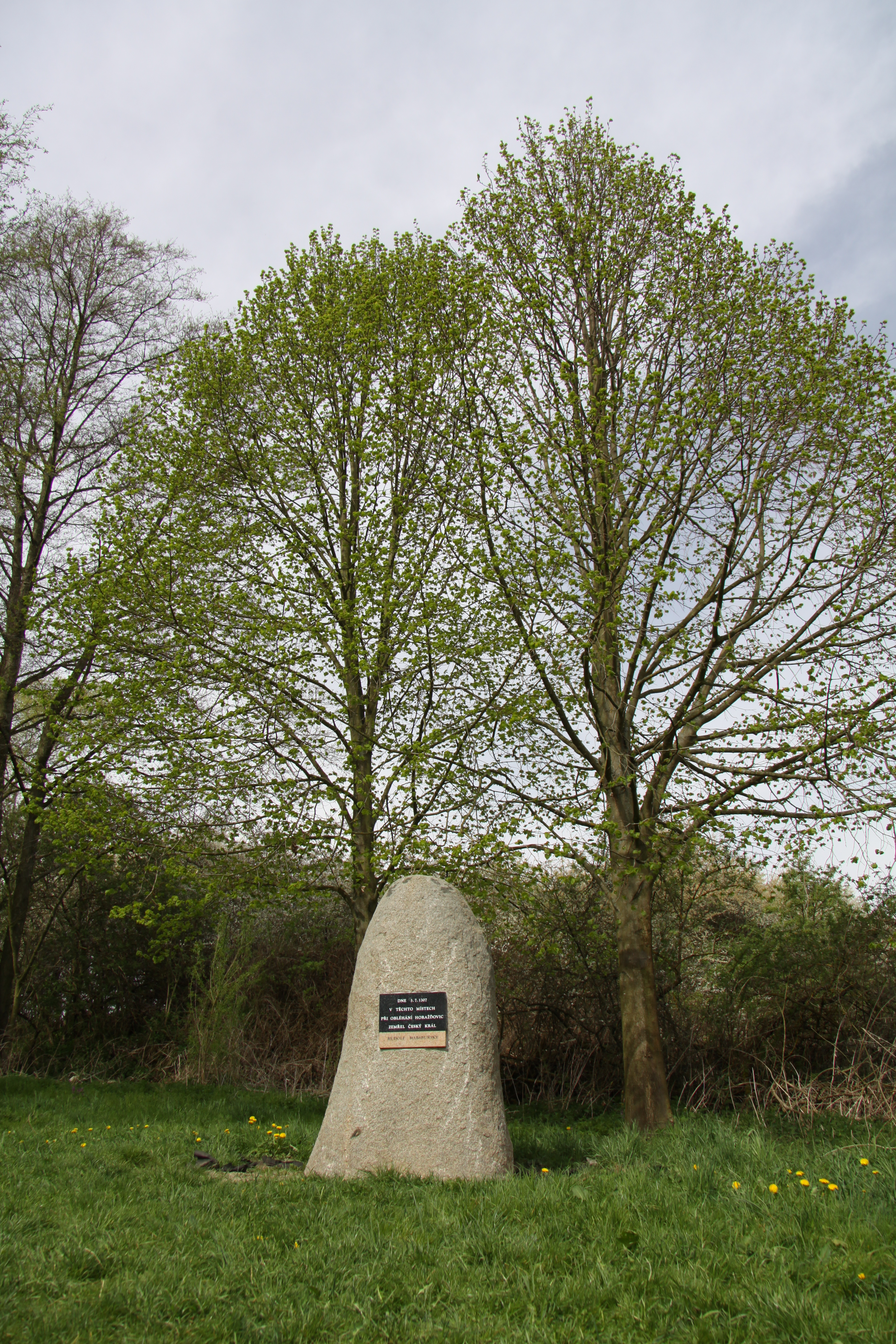
Památník na místě panovníkova skonu poblíž Horažďovic

V průběhu roku 1307 proti Rudolfovi v Českých zemích postupně rostla nechuť. Český král se dostával do sporů i s pražským biskupem Janem IV. z Dražic. V jihozápadních Čechách Rudolfovi navíc stále odporovali poslední přívrženci Jindřicha Korutanského, mezi které patřil především Vilém Zajíc z Valdeka, Ojíř z Komberka a Bavor III. ze Strakonic. Zároveň neustávaly potyčky s Bavory, protože spojenec Jindřicha Korutanského, dolnobavorský vévoda Štěpán I., odbojné pány zřejmě podporoval. Rudolf se rozhodl, že odbojné pány pokoří a v červnu 1307 proti nim zahájil tažení. Tažení mělo úspěch a Rudolf Bavora ze Strakonic nakonec oblehl v jeho městské pevnosti v Horažďovicích. Bavor byl sice donucen kapitulovat, ale ještě téhož dne 3. července 1307 v noci král Rudolf před Horažďovicemi zřejmě podlehl úplavici. Ačkoli se o úplavici jako příčině zmiňuje mnoho pramenů, není toto tvrzení nijak jinak podloženo. Úplavice je navíc velmi infekční nemoc, ale v žádné kronice není uvedeno, že by se touto nemocí v ležení nakazil někdo další. Je proto možné, že Rudolf zemřel na žaludeční vředy či Crohnovu nemoc, což by vysvětlovalo jeho konzumování kaše. Vyloučeno není ani to, že Rudolf byl otráven, pro což však neexistují žádné důkazy ani indicie. Na smrtelném loži k sobě Rudolf povolal cisterciácké opaty zbraslavského kláštera Konráda z Erfurtu a sedleckého kláštera Heidenreicha. Ti sepsali Rudolfovu závěť, v níž český král zdvojnásobil věno své manželce Elišce Rejčce, Václavem II. vysazené na 40 000 hřiven stříbra.
Podle vyprávění Otokara Štýrského český král zemřel vysílen nadměrným milováním se svou novou ženou Eliškou Rejčkou. František Pražský ve své kronice popisuje příhodu, ve které pokořený Bavor ze Strakonic netušící, že král je již mrtev, prosí v temném stanu ležícího Rudolfa o odpuštění a ve prospěch Jindřicha z Rožmberka se vzdává držby hradu Zvíkova. Až poté byl Rudolf převezen do Prahy a pohřben v bazilice svatého Víta na Pražském hradě.
| „                    | Potom Rudolt český, na Bavora svůj meč zved. A vdechl v boji blíže Ohražďovic naposled. Proč pro něho plakat Češi? | “ |
| — Dalimilova kronika | |   |

## Hroby a ostatky

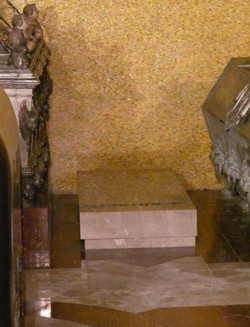
Náhrobní deska Rudolfa Habsburského a jeho strýce Rudolfa Švábského ve svatovítské katedrále

Ostatky Rudolfa Habsburského byly po jeho smrti 3. července 1307 Konrádem z Erfurtu uloženy do svatovítské baziliky na Pražském hradě. Přesné umístění Rudolfova hrobu v bazilice není známo, zřejmě ale ležel v západní části chrámu. Pravděpodobně ho kryla náhrobní deska s vyrytou postavou krále. Na Rudolfovu paměť nechala v této bazilice vybudovat jeho manželka Eliška Rejčka oltář svatého Šimona a Judy, což učinila někdy mezi lety 1310 a 1319. Roku 1373 byly Rudolfovy ostatky spolu s ostatky dalších králů a knížat pohřbených ve svatovítské bazilice na popud Karla IV. přesunuty do nově vybudované gotické katedrály. Rudolfův hrob nebyl otevřen zřejmě až do druhé poloviny 19. století, ačkoli už v roce 1824 se císařská komise marně pokoušela nalézt jeho ostatky v hlavní královské svatovítské hrobce. Rudolfův hrob byl nalezen až roku 1870. Stalo se tak náhodou, při opravách dlažby u jižní stěny kaple svatého Silvestra. Spolu s hrobem krále Rudolfa byl nalezen i hrob jeho strýce Rudolfa Švábského, který se nacházel v jeho těsné blízkosti. V králově hrobu se nacházela olověná destička, zlomky kostí, zbytky kůže, textilie, hřeby z rakve a pohřební koruna, jablko a žezlo. Ostatky obou Rudolfů byly následně provizorně uschovány do sakristie a o dva roky později znovu pohřbeny do kaple svatého Kříže. Hrob byl uzavřen novou mramorovou deskou. K dalšímu otevření hrobu došlo v roce 1929. Bylo totiž rozhodnuto, že ostatky obou Habsburků budou pohřbeny do královské hrobky svatovítské katedrály po boku dalších knížat a králů. Prozatímně byly uschovány do arcibiskupské hrobky. Do královské hrobky byly uloženy o šest let později. Dne 2. prosince 1991 Rudolfovy ostatky vyzvedl antropolog Emanuel Vlček.

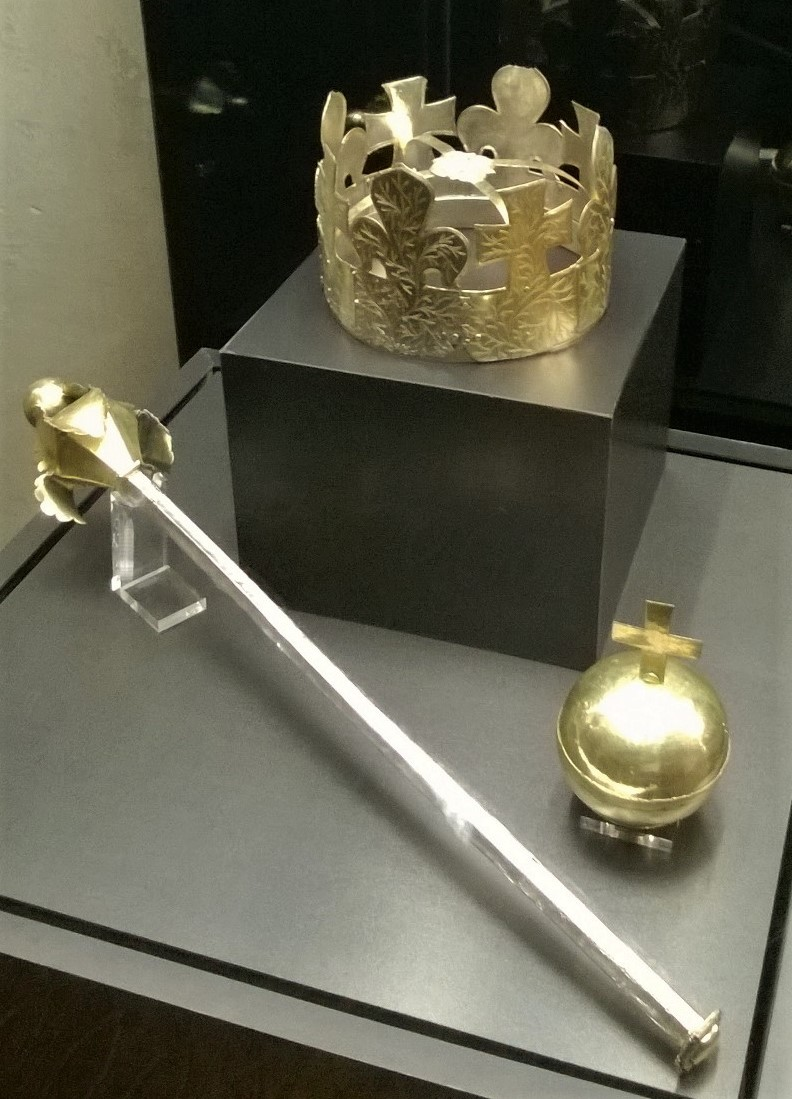
Pohřební klenoty z Rudolfova hrobu ve svatovítské katedrále

Nejvýznamnější součást Rudolfovy pohřební výbavy jsou pohřební insignie skládající se z koruny, žezla a jablka. Koruna dosahuje výšky 132 milimetrů, průměru 192 milimetrů a hmotnosti 422 gramů. Byla zhotovena z tepaného pozlaceného stříbrného plechu a je zdobena vyrytým rostlinným ornamentem. Spojovací pásky koruny se svrchu kříží. Na tomto křížení je reliéf s motivem Zvěstování Páně. Jednotlivé části koruny jsou pospojovány nýty. Žezlo je vysoké 634 milimetrů a průměr jeho šestihranného dutého dříku činí 19 milimetrů. Svrchu žezla se nachází šest listů, které byly vystřiženy z plechu, z nichž tři jsou vztyčené a svírají tak vrchol žezla – tepanou kouli. Jablko má na výšku 127 milimetrů a jeho průměr je 117 milimetrů. Je tvořeno dvěma plechovými polokoulemi, jež byly vytvořeny vtepáním do matrice. Ke svrchní polokouli byl přinýtován rovnoramenný křížek vyřezaný ze stříbrného plechu. Jablko a žezlo bylo rovněž pozlacené. Rudolfovy pohřební insignie byly zřejmě vyhotoveny ve stejné dílně jako pohřební klenoty z hrobu Přemysla Otakara II., protože vykazují podobný tvar. Ačkoli byly insignie zřejmě vytvořeny ve spěchu, na materiálu se nešetřilo. Celková hmotnost stříbra, ze kterého byly klenoty vytvořeny, totiž činí přibližně 1 kilogram.
Při přenášení Rudolfových ostatků do nově vybudované katedrály svatého Víta byla zhotovena olověná destička přibitá na Rudolfovu dřevěnou rakev. Na této destičce stálo:
HIC IACET RUDOLPHUS DUX AUSTRIE FILIUS ALBERTI REGIS ROMANO DCUS CASSYE
Zde leží Rudolf, vévoda rakouský, syn Albrechta krále římského, řečený Kaše

Z Rudolfovy hrobky byl vyjmut i jeho pohřební oděv, který byl poté restaurován v textilním vědeckém institutu Abegg-Stiftung v Riggisbergu ve Švýcarsku. Tento oděv je jedinečným evropským unikátem. Podle novějších rekonstrukcí byl Rudolf do rakve oblečen do pláště z látky zdobeného draky a obláčky, dále do vypodšívkovaného oděvu s rukávy z tkaniny vyzdobeného ptáky a do dlouhých nohavic z látky, které byly rovněž zdobeny draky a obláčky.

## Hodnocení osobnosti
I přestože byla Rudolfova vláda v Českých zemích pouze epizodickou, do historického povědomí se kvůli Dalimilově hodnocení zapsal jako „vrah“ Čechů. Podle Františka Palackého byl Rudolf „skutečně muž ve mnohém ohledu výtečný; dle svědectví souvěkých osvědčoval jak nevšední rozum a statečnost, tak i hojnou dobromyslnost a laskavost“. Josef Šusta Rudolfa hodnotil jako bystrého a rázného muže, který měl sklony k přísné hospodárnosti. Strohé nebo nevěrohodné zprávy však příliš neumožňují si o Rudolfově osobnosti vytvořit spolehlivou představu.

## Odraz v literatuře
Vláda Rudolfa Habsburského v českých zemích byla velmi negativně popsána v Dalimilově kronice. Příznivěji Rudolfa hodnotila Zbraslavská kronika sepsaná cisterciákem Petrem Žitavským. Rudolf se dále objevuje také v nepříliš věrohodné štýrské rýmované kronice Otakara Štýrského a v kronikách doby Karla IV., jako například v kronice Františka Pražského, které však čerpaly především ze Zbraslavské kroniky.

## Vývod z předků
|                   |                            |  |                        |                                  |  |  |  |  |  |  |  | Rudolf II. Habsburský |
|                   |                            |  |                        |                                  |  |  |  |  |  |  |  |                       |
|                   | Albrecht IV. Habsburský    |  |                        |                                  |  |  |  |  |  |  |  |                       |
|                   |                            |  |                        |                                  |  |  |  |  |  |  |  |                       |
|                   |                            |  |                        | Anežka Štaufská                  |  |  |  |  |  |  |  |                       |
|                   |                            |  |                        |                                  |  |  |  |  |  |  |  |                       |
|                   | Rudolf I. Habsburský       |  |                        |                                  |  |  |  |  |  |  |  |                       |
|                   |                            |  |                        |                                  |  |  |  |  |  |  |  |                       |
|                   |                            |  |                        | Ulrich z Kyburgu                 |  |  |  |  |  |  |  |                       |
|                   |                            |  |                        |                                  |  |  |  |  |  |  |  |                       |
|                   | Hedvika z Kyburgu          |  |                        |                                  |  |  |  |  |  |  |  |                       |
|                   |                            |  |                        |                                  |  |  |  |  |  |  |  |                       |
|                   |                            |  |                        | Anna ze Zähringenu               |  |  |  |  |  |  |  |                       |
|                   |                            |  |                        |                                  |  |  |  |  |  |  |  |                       |
|                   | Albrecht I. Habsburský     |  |                        |                                  |  |  |  |  |  |  |  |                       |
|                   |                            |  |                        |                                  |  |  |  |  |  |  |  |                       |
|                   |                            |  |                        | Burkhard IV. z Hohenbergu        |  |  |  |  |  |  |  |                       |
|                   |                            |  |                        |                                  |  |  |  |  |  |  |  |                       |
|                   | Burkhard III. z Hohenbergu |  |                        |                                  |  |  |  |  |  |  |  |                       |
|                   |                            |  |                        |                                  |  |  |  |  |  |  |  |                       |
|                   |                            |  |                        | Wilipirg z Aichelbergu           |  |  |  |  |  |  |  |                       |
|                   |                            |  |                        |                                  |  |  |  |  |  |  |  |                       |
|                   | Gertruda z Hohenbergu      |  |                        |                                  |  |  |  |  |  |  |  |                       |
|                   |                            |  |                        |                                  |  |  |  |  |  |  |  |                       |
|                   |                            |  |                        | Rudolf II. z Tübingenu           |  |  |  |  |  |  |  |                       |
|                   |                            |  |                        |                                  |  |  |  |  |  |  |  |                       |
|                   | Mechtilda z Tübingenu      |  |                        |                                  |  |  |  |  |  |  |  |                       |
|                   |                            |  |                        |                                  |  |  |  |  |  |  |  |                       |
|                   |                            |  |                        | ?                                |  |  |  |  |  |  |  |                       |
|                   |                            |  |                        |                                  |  |  |  |  |  |  |  |                       |
| Rudolf Habsburský |                            |  |                        |                                  |  |  |  |  |  |  |  |                       |
|                   |                            |  |                        |                                  |  |  |  |  |  |  |  |                       |
|                   |                            |  | Engelbert III. Gorický |                                  |  |  |  |  |  |  |  |                       |
|                   |                            |  |                        |                                  |  |  |  |  |  |  |  |                       |
|                   | Menhard I. Tyrolský        |  |                        |                                  |  |  |  |  |  |  |  |                       |
|                   |                            |  |                        |                                  |  |  |  |  |  |  |  |                       |
|                   |                            |  |                        | Matylda z Andechsu               |  |  |  |  |  |  |  |                       |
|                   |                            |  |                        |                                  |  |  |  |  |  |  |  |                       |
|                   | Menhard II. Tyrolský       |  |                        |                                  |  |  |  |  |  |  |  |                       |
|                   |                            |  |                        |                                  |  |  |  |  |  |  |  |                       |
|                   |                            |  |                        | Albert III. Tyrolský             |  |  |  |  |  |  |  |                       |
|                   |                            |  |                        |                                  |  |  |  |  |  |  |  |                       |
|                   | Adéla Tyrolská             |  |                        |                                  |  |  |  |  |  |  |  |                       |
|                   |                            |  |                        |                                  |  |  |  |  |  |  |  |                       |
|                   |                            |  |                        | Uta z Frontenhausen-Lechsgemündu |  |  |  |  |  |  |  |                       |
|                   |                            |  |                        |                                  |  |  |  |  |  |  |  |                       |
|                   | Alžběta Goricko-Tyrolská   |  |                        |                                  |  |  |  |  |  |  |  |                       |
|                   |                            |  |                        |                                  |  |  |  |  |  |  |  |                       |
|                   |                            |  |                        | Ludvík I. Bavorský               |  |  |  |  |  |  |  |                       |
|                   |                            |  |                        |                                  |  |  |  |  |  |  |  |                       |
|                   | Ota II. Bavorský           |  |                        |                                  |  |  |  |  |  |  |  |                       |
|                   |                            |  |                        |                                  |  |  |  |  |  |  |  |                       |
|                   |                            |  |                        | Ludmila Přemyslovna              |  |  |  |  |  |  |  |                       |
|                   |                            |  |                        |                                  |  |  |  |  |  |  |  |                       |
|                   | Alžběta Bavorská           |  |                        |                                  |  |  |  |  |  |  |  |                       |
|                   |                            |  |                        |                                  |  |  |  |  |  |  |  |                       |
|                   |                            |  |                        | Jindřich V. Welfský              |  |  |  |  |  |  |  |                       |
|                   |                            |  |                        |                                  |  |  |  |  |  |  |  |                       |
|                   | Anežka Brunšvická          |  |                        |                                  |  |  |  |  |  |  |  |                       |
|                   |                            |  |                        |                                  |  |  |  |  |  |  |  |                       |
|                   |                            |  |                        | Anežka Štaufská                  |  |  |  |  |  |  |  |                       |
|                   |                            |  |                        |                                  |  |  |  |  |  |  |  |                       |